# Хопперс
Хопперс, аппам — вид млинців, що розповсюджений на півдні Індії (Керала, Таміл Наду) та Шрі Ланці. Їх готують переважно для сніданку чи вечері.

## Назви

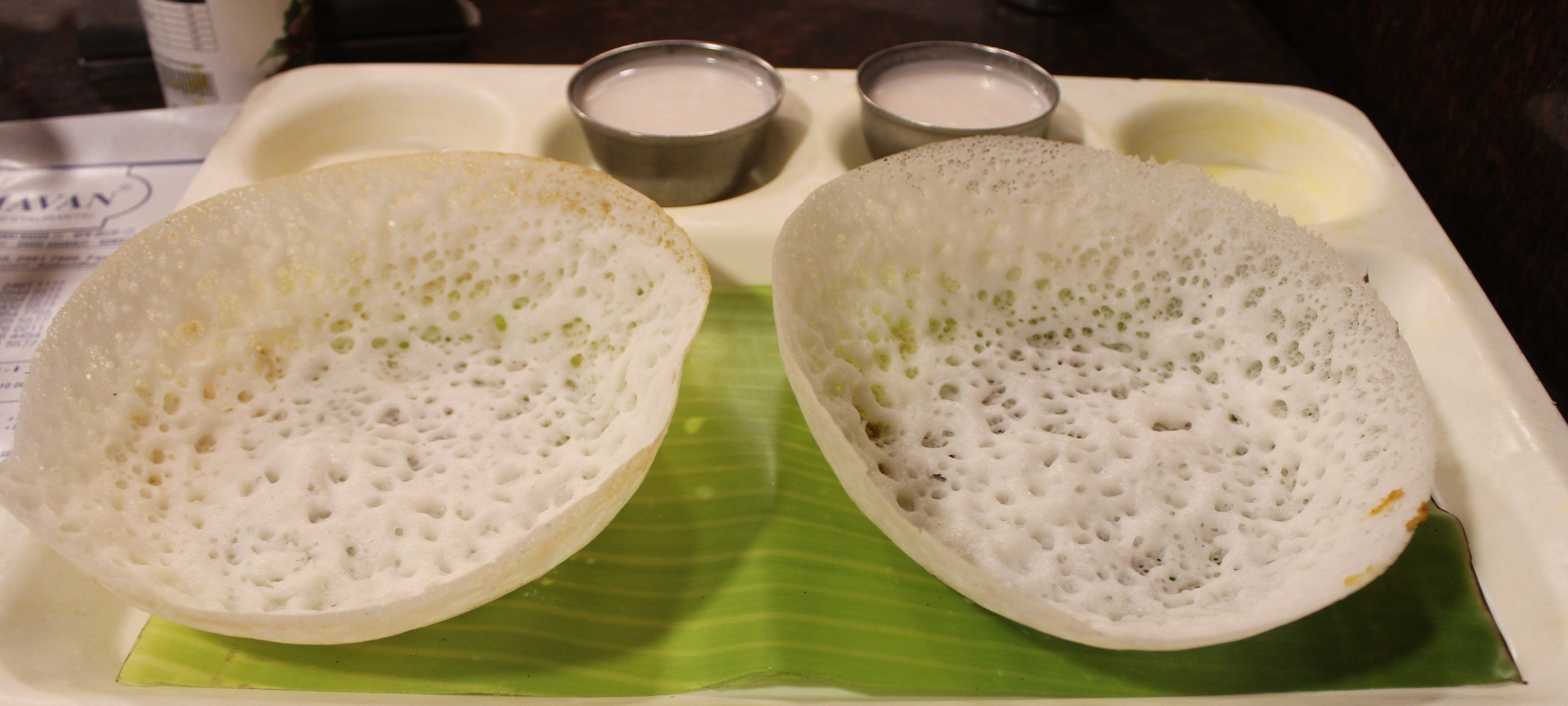
Хопперс з кокосовим молоком у Таміл Наду

Страву називають «аппам» (അപ്പം) у мові малаялам, «аапа» в мові тулу, «аппа» (ආප්ප) у сингальській мові, «ааппам» (ஆப்பம்) в тімільські мові, «чітау пітха»  (ଚିତାଉ) у мові орія, «падду» чи «гуллє еріяппа» у мові кодава та «арпон» у бірманській мові. В Індонезії страва відома під назвою «куе апем». В Шрі Ланці та в англомовному світі розповсюджена англійська назва «хопперс». 

## Історія
Згадується в тамільському епосі «Перумпануру», що свідчить, що він був уже популярний у стародавній тамільській державі Тамілакам і його рецепт не змінювався щонайменше 16 століть.

## Рецепт
Готують з рисового Дріжджового тіста у чашоподібних сковорідках («аппачаті»), що надає млинцю форму чаші. Сам млинець не має вираженого смаку, тому у нього кладуть додаткові інгредієнти такі як овочі, карі чи яйце. Тісто готують з рисового борошна, дріжджів, солі та трохи цукру. Після того як тісто постоїть кілька годин, його можна смажити.